# Фреди Меркюри
Фреди Меркюри (на английски: Freddie Mercury, употребява се също и Фреди Мъркюри) е британски рок музикант, композитор, продуцент и водещ вокалист на рок групата „Куийн“. Гласът му покрива 4 октави. Рожденото му име е Фарук Булсара (на гуджарати: ફારુખ બલસારા, транскрибира се и като Фарох Булсара). Той е от етнорелигиозната общност парси. Роден е в Занзибар и израства там, а по-късно в Индия, преди да се премести във Великобритания, където формира групата Куийн през 1970 г. заедно с Брайън Мей и Роджър Тейлър. Умира през 1991 г. на 45 години след усложнения от СПИН като потвърждава публично един ден преди смъртта си, че е болен.
През 1992 г. Меркюри получава посмъртно британската награда за изключителен принос към британската музика, а на стадион Уембли в Лондон се провежда почетен концерт. Той е въведен в Залата на славата на рокендрола през 2001 г., Залата на славата за автори на песни през 2003 г. и Великобританската музикална зала на славата през 2004 г. През 2002 г. е поставен под номер 58 в анкетата на Би Би Си на 100-те най-велики британци. Фреди Меркюри е избран за най-добър певец на всички времена в анкета от 2005 г., организирана от Blender и MTV2; 18-и в списъка на Rolling Stone за 100-те най-велики певци на всички времена и описан от AllMusic като „един от най-великите рок изпълнители“.

## Биография

### Семейство и детство
Фреди е роден на 5 септември 1946 г. в Стоун Таун, Занзибар (тогава колония на Великобритания, сега част от Танзания), в семейство, изповядващо зороастризъм, работещо на британска чиновническа служба. Произходът им е от Гуджарат, Британска Индия. Има сестра Кашмира Булсара-Кук. Първите си 14 години прекарва в различни британски колонии. Започва да свири на пиано 7-годишен. Получава основно и средно образование в Индия – в началото учи в Мумбай, а по-късно в Мазагон. Оттогава са и първите му изяви като музикант – пианист в училищната рок група The Hectics.
През 1959 г. семейството се премества в Англия. В училище постоянно го дразнят заради необичайната му външност и говор. Без да получи одобрение от родителите си, постъпва в Колежа за изкуства и дизайн. Тези умения по-късно Меркюри използва при създаването на герба на групата Куийн.
Като дете Меркюри слуша много индийска музика и едно от първите му влияния идва от боливудския певец Лата Мангещар, благодарение на когото е имал възможност да посети Индия. След като се премества в Англия, става фен на Арета Франклин, „Дъ Ху“, Джим Кроче, Елвис Пресли, „Лед Цепелин“, „Ролинг Стоунс“, Джими Хендрикс, Джон Ленън и „Бийтълс“. Друг от любимите му изпълнители е Лайза Минели. Веднъж той обяснява това така: „Едно от най-ранните ми влияния дойде от „Кабаре“. Изключително много обожавам Лайза Минели. Начинът, по който предава музиката си, неспирната ѝ енергия.“
Състудент запознава Меркюри с музикантите от малкоизвестната група „Смайл“ – Брайън Мей и Роджър Тейлър.
През 1969 година Меркюри се присъединява като вокалист на групата Ibex. На 9 септември Ibex свирят в клуб в Ливърпул, а Брайън Мей и Роджър Тейлър присъстват, за да чуят Меркюри. Към края на концерта двамата се качват на сцената и седмица по-късно Фреди прави последното си участие за Ibex. След завръщането си в Лондон, Меркюри свири два месеца в блус групата Wreckage. Следващата година участва в три концерта с поредната група, преди да разбере, че групата на приятелите му Брайън Мей и Роджър Тейлър „Смайл“ се е разпаднала. 

### Куийн
След разпадането на „Смайл“ Меркюри, Мей и Тейлър основават „Куийн“. Фреди е този, който предлага името.
Първият концерт на Меркюри, Мей и Тейлър е на 27 юни 1970 година, все още под името „Смайл“. Групата сменя няколко басиста, преди към групата да се присъедини Джон Дийкън през юли 1971 година.
Стилът на „Куийн“ непрекъснато се мени. В едно музикално произведение звучат причудливи смесици от рок и опера, източни мелодии и мощни хорали. Фреди е блестящ пианист и държанието му на сцената заразява всички.
На 20 април 1992 г. на стадион Уембли в Лондон се състои концертът The Freddie Mercury Tribute Concert с участие на звезди от световен мащаб за поклон пред великия музикант. Сред тях са сър Елтън Джон, Роджър Долтри от „Дъ Ху“, Дзукеро, Пол Йънг, Сийл, Джордж Майкъл, Слаш и Аксел Роуз от „Гънс енд Роузес“, Робърт Плант от „Лед Зепелин“, Джеймс Хетфийлд от „Металика“, актрисата Лайза Минели, вокалът на „Деф Лепард“ Джо Елиът, Ани Ленъкс, Дейвид Боуи, китаристът на „Блек Сабат“ Тони Айоми, Лиса Стенсфийлд и други. В негова памет през 1995 г. е издигната статуя в швейцарския град Монтрьо.
Творчеството на Фреди Меркюри не секва и след смъртта му. През 1995 г. е издаден албумът Made in Heaven (Създаден в рая). Той съдържа неиздавани студийни записи и импровизации на музиканта и остава начело на класациите с едноименния сингъл няколко седмици.

### Сексуална ориентация
Докато някои коментатори твърдят, че Меркюри крие сексуалната си ориентация от публиката, други твърдят, че той е бил „открит гей“. През 1980-те той често се дистанцира от партньора си, Джим Хътън, по време на публични мероприятия. По време на кариерата си, пищните представления на Меркюри на сцената карат журналистите да гадаят за неговата сексуалност.

### Смърт
Фреди Меркюри умира от пневмония и усложнения, предизвикани от СПИН на 24 ноември 1991 г. на 45 години в Лондон.
През годините той упорито и до последно отрича болестта си. Към 1990 г. пресата вече широко спекулира относно здравословното му състояние, тъй като той страни от интервюта и публични изяви. Появата на Меркюри на Британските музикални награди на 18 февруари 1990 г. (което е и негово последно публично появяване) буди мълва, че той е тежко болен, тъй като изглежда измъчен и отслабнал. Меркюри и верните му близки отричат болестта му до края, дори и след публикувана статия във вестник от 29 април 1991 г., показваща много посърналия певец. Клипът към песента „These Are the Days of Our Lives“ показва много отслабналия Меркюри в неговите последни сцени пред камера. Въпреки състоянието си, Меркюри държи да помага и да работи с Куийн до последно. Към края на живота си Меркюри започва да губи зрението си и се влошава дотолкова, че да не може да стане от леглото. Поради влошаващото си положение, той решава да забърза смъртта си, като отказва да пие лекарствата си и пие единствено болкоуспокояващи.
На 23 ноември 1991 г. Фреди вика мениджъра на „Куийн“ Джим Бийч в къщата си в Кенсингтън, Лондон, и му връчва съобщение за пресата:
| „ | Поради огромния натиск на медиите през последните две седмици, искам да потвърдя, че съм болен от СПИН. Смятах за коректно да пазя в тайна информацията досега заради близките ми. Но дойде моментът моите приятели и фенове по целия свят да научат истината. Надявам се, че всички ще подкрепят мен, моите лекари и всички останали по света, които се борят срещу това ужасно заболяване. | “ |

24 часа по-късно Фреди умира. Погребението е по зороастрийски обичай. Фреди е кремиран.
Завещава част от богатството и дома си в Лондон на дългогодишната си приятелка Мери Остин. Останалия дял оставя на сестра си и на част от домашния си персонал.

## Музикален стил
Въпреки че гласът на Фреди Меркюри е естествен баритон, той пее много от песните си в гамата на тенора. Биографът Дейвид Брет описва гласа му като „ескалиращ между равнището на дълбокия от дъното на гърлото, рокаджийско грачещ до нежен, вибриращ тенор, а след това до висок и писклив. Има перфектния колорит, чист и кристален във високите тонове“. Испанската сопрано певица Монсерат Кабайе, с която Меркюри има записан албум, е изразила мнението си за гласа му така: „Разликата между Фреди и почти всички други рок звезди е в това, че той продаваше гласа си. С напредъка в кариерата на Куийн, той непрекъснато променяше най-важните моменти в песните си, когато изпълняваше на живо, често хармонизирайки с половинки, третинки и една пета тонове. Меркюри страдаше от необикновени гласови възможности, макар и винаги да е признавал, че не е получавал вокални уроци“.

## Личен живот
Извън сцената Меркюри е много по-срамежлив и тих. Не обича да дава интервюта. Харчи над 4 милиона паунда за парти, по повод свой рожден ден. Организираните от него празненства се помнят със своята пищност, великолепие и разюзданост. 39-ият му рожден ден е увековечен в клипа от песента Living on my own.
Маниак на тема котки – имал общо 8, предимно персийци.

## Дискография
В началото на 1980-те години Куийн успяват да избегнат разпад на групата, за която Фреди обвинява своеобразна творческа криза. Останалите музиканти решават да не ограничават ничий талант и оттогава всеки от групата е свободен да изпълнява свои солови проекти без комерсиален интерес за останалите. От този период и по-късно са няколко индивидуални солови и дуетни албума на Фреди Меркюри, както на Брайън Мей и Роджър Тейлър.
- Mr. Bad Guy (1985)
- Barcelona (1988)
- The Freddie Mercury Album във Великобритания, или The Great Pretender в САЩ (1992)
- The Freddie Mercury Solo Collection (2000)
- Lover of Life, Singer of Songs (2006)

## Интересни факти
По повод 65 години от рождението на Фреди на 5 септември 2011 г., чрез приложението си Google Doodle, Google посвещава на великия певец с анимационен клип на песента Don't Stop Me Now.
| Вижте клипа 0000 |
| ---------------- |